# Sphenophryne
Sphenophryne é um género de anfíbios da família Microhylidae . É endémico da Nova Guiné.

## Espécies
- Sphenophryne allisoni (Zweifel, 2000)
- Sphenophrye alpestris (Zweifel, 2000)
- Sphenophryne brevicrus (Van Kampen, 1913)
- Sphenophryne coggeri (Zweifel, 2000)
- Sphenophryne cornuta Peters and Doria, 1878
- Sphenophryne crassa Zweifel, 1956
- Sphenophryne dentata Tyler and Menzies, 1971
- Sphenophryne magnitympanum (Kraus and Allison, 2009)
- Sphenophryne miniafia (Kraus, 2014)
- Sphenophryne rhododactyla (Boulenger, 1897)
- Sphenophryne rubra (Zweifel, 2000)
- Sphenophryne schlaginhaufeni Wandolleck, 1911
- Sphenophryne similis (Zweifel, 2000)
- Sphenophryne stenodactyla (Zweifel, 2000)
- Sphenophryne thomsoni (Boulenger, 1890)